# Boophis tasymena
A Boophis tasymena a kétéltűek (Amphibia) osztályába, a békák (Anura) rendjébe és az aranybékafélék (Mantellidae) családjába tartozó faj.

## Nevének eredete
Nevét a malgas tasy (mintázat, folt) és a mena (vörös) szavakból alkották, amellyel jellegzetes vörös színű pigmentációjára utaltak.

## Előfordulása
Madagaszkár endemikus faja. A sziget keleti oldalán, Mananara és az Andohahela Nemzeti Park között 300 – 900 m-es tengerszint feletti magasságban honos.

## Megjelenése
Kis méretű békafaj. A hímek hossza 21–23 mm, a nőstényeké 32 mm. Háta zöld színű, sima, időnként halványsárga laterális sávokkal, hátán számos, egyenlően eloszló apró vörös pettyekkel. Íriszének külső része türkizszínű. Ujjai hegye zöld, ujjak között némi úszóhártya található. 
Hozzá hasonló faj a Boophis erythrodactylus, melynek ujjhegye vörös színű.

## Természetvédelmi helyzete
Elterjedési területe jelentős méretű, számos védett területen megtalálható, de élőhelyének elvesztése fenyegeti az erdőirtás, a túllegeltetés, a lakott területek növekedése következtében.